# Węzeł elektryczny

Węzeł z dochodzącymi doń 5 przewodami

Węzeł elektryczny – punkt obwodu elektrycznego będący zaciskiem gałęzi, do której można podłączyć inną gałąź lub kilka gałęzi. 